# Dovyalis
Dovyalis is een geslacht uit de wilgenfamilie (Salicaceae). Voorheen werd het geslacht bij de familie Flacourtiaceae ingedeeld.   Het geslacht telt vijftien soorten die oorspronkelijk voorkomen in Afrika en Azië. Het gaat voornamelijk om struiken en kleine bomen.
Dovyalis-soorten hebben over het algemeens stekels en worden tussen de drie en de zes meter hoog. De stekels zijn tussen de drie en zes centimeter lang en groeien in de bladoksel. De knoppen staan verspreid over de gehele stengel verplaatst. De bladeren zijn groen van kleur en worden tussen de drie en tien centimeter lang. 
De planten zijn doorgaans tweehuizig; er zijn dan aparte mannelijke en vrouwelijke exemplaren. De bloemen zijn onopvallend. De vruchten zijn twee tot vier centimeter in doorsnee en hebben een zurige smaak. De zaden zijn bolvormig en geel tot donkerpaars gekleurd. Ze zijn eetbaar. 

## Toepassingen
Verschillende soorten worden gekweekt vanwege hun vruchten zoals de kei-appel (Dovyalis caffra) in Afrika en de ketembilla (Dovyalis hebecarpa) in Sri-Lanka. Andere soorten worden als haag gebruikt om een gebied af te bakenen of om vee niet te laten ontsnappen.

## Soorten
In 2012 waren negen soorten bekend. 
- Dovyalis abyssinica
- Dovyalis caffra (kei-appel)
- Dovyalis hebecarpa (Ketembilla)
- Dovyalis macrocalyx
- Dovyalis mollis
- Dovyalis rhamnoides
- Dovyalis rotundifolia
- Dovyalis verrucosa
- Dovyalis zeyheri

... · 
Azara · 
Banara · 
Casearia · 
Dovyalis · 
Flacourtia · 
Populus (Populier) · 
Salix (Wilg) · 
Xylosma · 
...